# Obscure Alternatives
Albums de Japan
Adolescent Sex
(1978) Quiet Life
(1979)
Obscure Alternatives est le deuxième album du groupe Japan, sorti en 1978.

## Titres
Toutes les chansons sont de David Sylvian.

### Face 1
1. Automatic Gun – 4:07
2. Rhodesia – 6:48
3. Love Is Infectious – 4:10
4. Sometimes I Feel So Low – 3:46

### Face 2
1. Obscure Alternatives – 6:50
2. Deviation – 3:23
3. Suburban Berlin – 4:59
4. The Tenant – 7:14

## Musiciens
- David Sylvian : chant, guitare
- Mick Karn : basse, saxophone, chœurs
- Steve Jansen : batterie, percussions, chœurs
- Richard Barbieri : claviers, synthétiseurs
- Rob Dean : guitare, chœurs